# The Nation of Ulysses
The Nation of Ulysses (МФА: [ðə ˈneɪʃən əv jʊˈlɪsiːz]) — американская панк-группа, образованная весной 1988 года Йэном Свенониусом, Стивом Кронером, Стивом Гамбоа и Джеймсом Кенти в Вашингтоне, округ Колумбия. После того, как к коллективу присоединился Тим Грин, который занял позицию второго гитариста, группа, изначально называвшаясь просто «Ulysses», изменила название на «The Nation of Ulysses». Осенью 1992 года, так и не окончив запись своего третьего альбома, группа распалась. Следуя распаду The Nation of Ulysses, Свенониус, Гамбоа и Кенти образовали группу Cupid Car Club, а после её скоропостижного распада, трое образовали The Make-Up.
The Nation of Ulysses были известны своими ультралевыми политическими взглядами, чрезвычайно экспрессивными выступлениями и своим взглядом на панк-культуру и моду. В итоге, группа записала два студийных альбома и два мини-альбома, которые были выпущены на лейбле Dischord Records, а песни коллектива также были представлены на многих сборниках.

## История
Группа была образована весной 1988 года под названием «Usyless», и первоначально состояла из Йэна Свенониуса, Стива Кронера, Стива Гамбоа и Джейса Кенти. В конце 1989 года, в качестве второго гитариста к группе (изменившую название на «The Nation of Usyless») присоединился Тим Грин.
В 1991 году, ещё до того, как группа выпустила свою первую запись, Йэн Свенониус первым за историю журнала Sassy Magazine был удостоен титула «Самого дерзкого парня Америки» (англ. Sassiest Boy in America). В октябрьском выпуске журнала вышло интервью с Йэном, где он углубился в рассказ о звучании и политических взглядах группы.
В том же году, на лейбле Dischord Records группа выпускает свой первый долгоиграющий альбом — 13-Point Program to Destroy America. Спустя год, на том же лейбле, группы выпускает свой второй альбом — Plays Pretty for Baby. В процессе записи Plays Pretty for Baby группу покидает Стив Кронер. Квартетом они продолжают запись, но в 1992 году в итоге распадаются. Позже, в интервью, Свенониус объяснил причину распада группы: 

The Nation of Ulysses распались потому, что времена поменялись с появлением цифровой музыки и взрывом популярности Nirvana. Мы столкнулись с тем, что теперь называют инди-рок, в самой пустой его форме. Нам нужно было сделать следующий ход, [образование The Make-Up] и стало им.Оригинальный текст (англ.)Nation of Ulysses broke up because the epoch changed with the advent of digital music and the Nirvana explosion. We were faced with what's now known as indie rock, a sort of vacuous form.  We had to determine our next move and this [the forming of the Make-Up] is it.

После распада группы, Свенониус участвовал в нескольких краткосрочных проектах: Cupid Car Club (вместе с Джеймсом Кэнти и Стивом Гамбоа), The Make-Up (снова с Кэнти и Гамбоа), и Weird War. Грин стал звукорежиссёром и продюсером, а также присоединился к прог-метал-группе The Fucking Champs.
Несмотря на скоротечный конец, влияние The Nation of Ulysses на музыку было основательным: они вдохновили такие группы, как The (International) Noise Conspiracy, The Hives, Thursday, Glassjaw, Refused, Boy Sets Fire, Bikini Kill, Rocket from the Crypt, Antioch Arrow, The Locust, At the Drive-In, LCD Soundsystem, Huggy Bear, и многие другие.

## Записи
Nation of Ulysses за четыре года существования выпустили только два долгоиграющих альбома: 13-Point Program to Destroy America в 1991 и Plays Pretty for Baby в 1992, оба на Dischord Records. После выпуска Plays Pretty for Baby, группа начала записывать третий долгоиграющий альбом, но Стив Кронер покинул группу до окончания записи. Оставшиеся участники продолжили было запись, но приняли решение о роспуске группы. В 2000 году 6 композиций, которые должны были войти в третью пластинку были выпущены на диске The Embassy Tapes, дополненные четырьмя треками, записанными на концерте группы.
Помимо двух долгоиграющих альбомов, Nation of Ulysses выпустили два EP. Первая запись — одноимённая пластинка, стала первым официальным релизом группы, но больше не переиздавалась, так как все три трека были позже выпущены на альбоме 13-Point Program to Destroy America. Второй EP, был выпущен в 1992 году и назывался The Birth of the Ulysses Aesthetic (the synthesis of speed and transformation). Треки из этой записи были потом включены в запись Plays Pretty for Baby. Треки группы выходили также на ряде сборников различных лейблов.

## Музыкальная идеология и стиль
Музыка The Nation of Ulysses была довольно шумной и хаотичной, но в ней было сильное влияние фри-джаза. Группа воплощала собой отказ от манер музыкантов 60-х и 70-х: участники группы отказывались от употребления наркотиков, а своим видом демонстрировали, что панк-молодёжь может одеваться со вкусом. На тему одежды есть даже отдельная строка в аннотации к 13-Point Program to Destroy America, провозглашающая одну из целей группы: «Одеваться хорошо, так как одежда и мода — то единственное, над чем у нас — молодёжи — полностью бесправной, есть хоть какой-то контроль». Большая часть музыкантов утверждали, что не очень-то хорошо играют на своих инструментах, так как согласно их принципам «всё, что вам нужно — это идея. Нет причин, по которым вы должны звучать как Led Zeppelin».

## Политические взгляды
The Nation of Ulysses объявляли себя не рок-н-ролл группой в традиционном понимании, а «политической партией» и «возгласом об отделении». Объясняя их цели, Свенониус сказал: «Это просто-напросто новая андерграундная национальность, объединяющая всю обездоленную молодёжь. Мы желаем разрушения старых устоев, монолита рок-н-ролла».
Критик Allmusic Стив Хьюи описал философию The Nation of Ulysses как «очень вызывающую (и забавную) смесь молодёжного рок-н-ролл бунта, леворадикальности, анархической панк-полемики и абстрактной интеллектуальной болтовни, […] [что в целом даёт ощущение] нестройного, но в основном насмешливого подхода к „вечно 18-летнему“ взгляду на Америку и жизнь в целом». Эта насмешливая политическая позиция была отражена, например, во вступлении к песне «The Sound of Jazz to Come» с альбома Plays Pretty for Baby, в котором группа описывала себя, как «серьёзно-несерьезных, почтительно-непочтительных аморальных моралистов».
На вопрос о том, почему они используют как средство то, чему они себя противопоставляют — рок-н-ролл — Свенониус ответил:

Ну, это своего рода камуфляж, чтобы позволить движению, революционному освобождение от ежедневного хладнокровия, просто разрешая кому угодно присоединиться любым удобным ему способом и чтобы поднять дух для уничтожения «родительской культуры».Оригинальный текст (англ.)Well, it's a camouflage, to allow for movement, revolutionary liberation from the constraints of everyday composure, basically allowing anybody to move in anyway that they want and to lift spirit to a plateau to destroy 'parent culture.'

The Nation of Ulysses утверждали, что создают оружие, а не записи. Во время обсуждения второй записи группы Свенониус утверждал:

Это детальный план уничтожения Родительской Культуры. Этакий самострел… Это памфлет-инструкция для ребят о том, как свергнуть их домашние устои, понимаете, их домашние государства..Оригинальный текст (англ.)it's like a blueprint for the destruction of the Parent Culture.  It's like a zip gun ... It's an instruction pamphlet for kids on how to destroy their home life, you know, their domestic state.'

Несмотря на то, что их первый альбом назывался 13-Point Program to Destroy America, The Nation of Ulysses не связывали себя с каким-либо конкретным политическим движением:

Обычно мы не выступаем с обыкновенными политическими речами. Мы сосредоточены на повседневной жизни, таких вещах, как эстетика, звук, вещи, о которых не говорят и которые действительно являются политическими от природы, в отличие от поддельных политиков, которые сосредоточены на блеске поверхностных вопросов, что исключает возможность любой революционой перемены.Оригинальный текст (англ.)We don't usually address normal political dictums.  We aim toward the everyday fixtures of life, like aesthetics, sound, non-spoken things that are inherently political in nature instead of, like bogus politicians who focus on glossy surface issues which avoid any kind of revolutionary change.'

### Ulysses Speaks
The Nation of Ulysses выпускали зин под названием «Ulysses Speaks», который дополнял и углублял понимание их идей, изложенных в их музыке и аннотациях к пластинкам. Фэнзин был посвящён тому, что они называли «Эстетика Улисса» (англ. The Ulysses Aesthetic), что по сути было смесью из радикальной политики 60-х и 70-х, идей французских ситуационистов и молодёжных протестов. Издание можно было получить на концертах группы, либо написав группе письмо с просьбой. Всего было выпущено 8 выпусков.

## Концертные выступления
Группа была известна своими чрезвычайно экспрессивными выступлениями. В процессе некоторых из них Свенониус сломал руку, ногу и несколько раз получал сотрясение мозга. Иногда доставалось и публике. Свенониус описывал выступления The Nation of Ulysses как «экстраординарно-шизанутые штуки […] действительно мазохистское действо, много крови […] какофония, жестокость и агрессия».

## Дискография
Мини-альбомы
| Год  | Об альбоме |
| ---- | --- |
| 1991 | Nation of Ulysses - Дата выпуска: 1991 - Лейбл: Dischord Records                                                              |
| 1992 | The Birth of the Ulysses Aesthetic (the synthesis of speed and transformation) - Дата выпуска: 1992 - Лейбл: Dischord Records |

Студийные альбомы
| Год  | Об альбоме                                                                                |
| ---- | ----------------------------------------------------------------------------------------- |
| 1991 | 13-Point Program to Destroy America - Дата выпуска: 1 июля 1991 - Лейбл: Dischord Records |
| 1992 | Plays Pretty for Baby - Дата выпуска: 6 октября 1992 - Лейбл: Dischord Records            |

Сборники
| Год  | Об альбоме                                                                  |
| ---- | --------------------------------------------------------------------------- |
| 2000 | The Embassy Tapes - Дата выпуска: 24 октября 2000 - Лейбл: Dischord Records |